# Provincia de Lengupá
La provincia de Lengupá es una de las provincias de Boyacá (Colombia), denominada así por estar localizada en la hoya hidrográfica que lleva su nombre.
El nombre de Lengupá tiene similitud con la de «Lenguazaque» que significa «Frontera del Zaque» en idioma muisca. Sin embargo algunos consideran que su significado etimológico sería: Len: Sitio; Gua: Del Río; Paba: Padre o Jefe.
La región se extiende desde el páramo del Bijagual, hasta el comienzo de las llanuras del Casanare.

## Límites provinciales
- Norte:Provincia del Centro y Provincia de Sugamuxi
- Oeste:Provincia de Márquez y Provincia de Neira
- Sur: Provincia de Neira y departamento de Casanare
- Este departamento de Casanare y Provincia de Sugamuxi.

## Municipios
| Insignia | Nombre       | Área (km²) | Habitantes | Altitud (m s. n. m.) | Año de fundación | Código postal |
| -------- | ------------ | ---------- | ---------- | -------------------- | ---------------- | ------------- |
|          | Berbeo       | 61,7 km²   | 1.664      | 1335                 | 1913             | 152610        |
|          | Campohermoso | 302 km²    | 3.259      | 1105                 | 1602             | 152640        |
|          | Miraflores   | 258 km²    | 9.400      | 1432                 | 1811             | 152660        |
|          | Páez         | 443 km²    | 3.433      | 1300                 | 1962             | 152620        |
|          | San Eduardo  | 106 km²    | 1.755      | 1.705                | 1965             | 152601        |
|          | Zetaquira    | 226 km²    | 4.896      | 1665                 | 1745             | 152680        |
|          | Total        | 1170,7 km² | 24.407     | -                    | -                | -             |

## Galería fotográfica

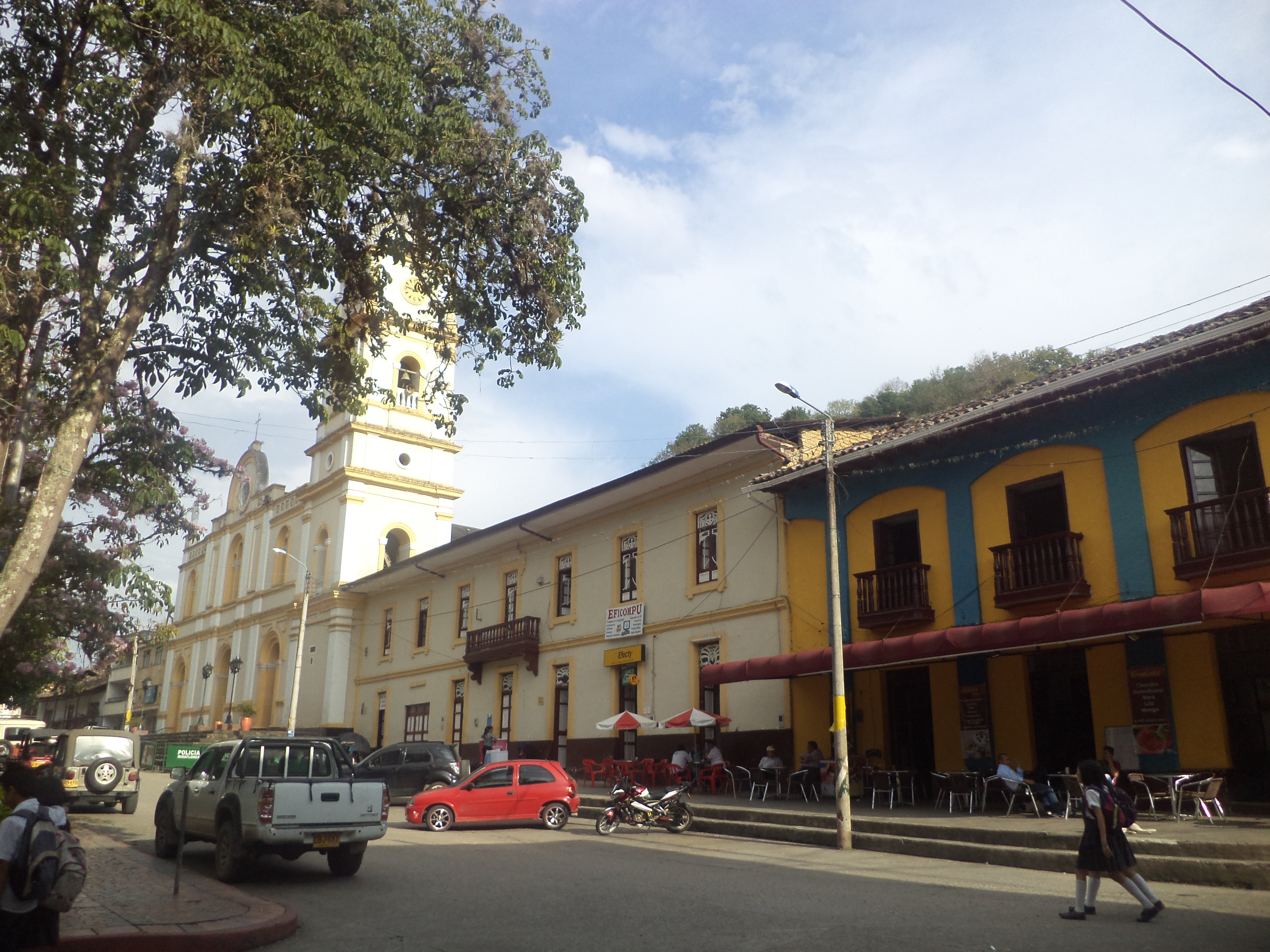
Vista del parque principal de Miraflores.
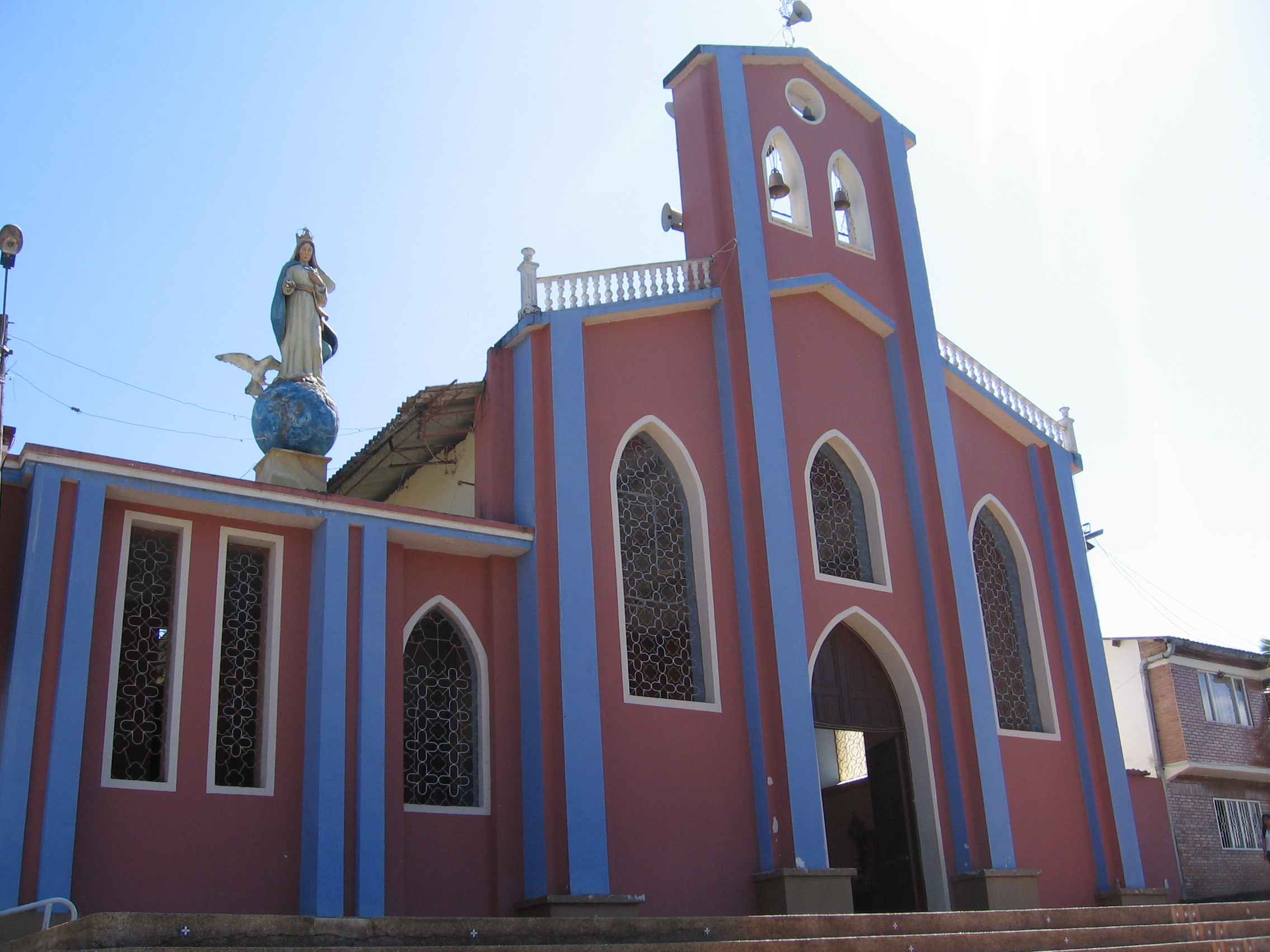
Templo parroquial de Berbeo.
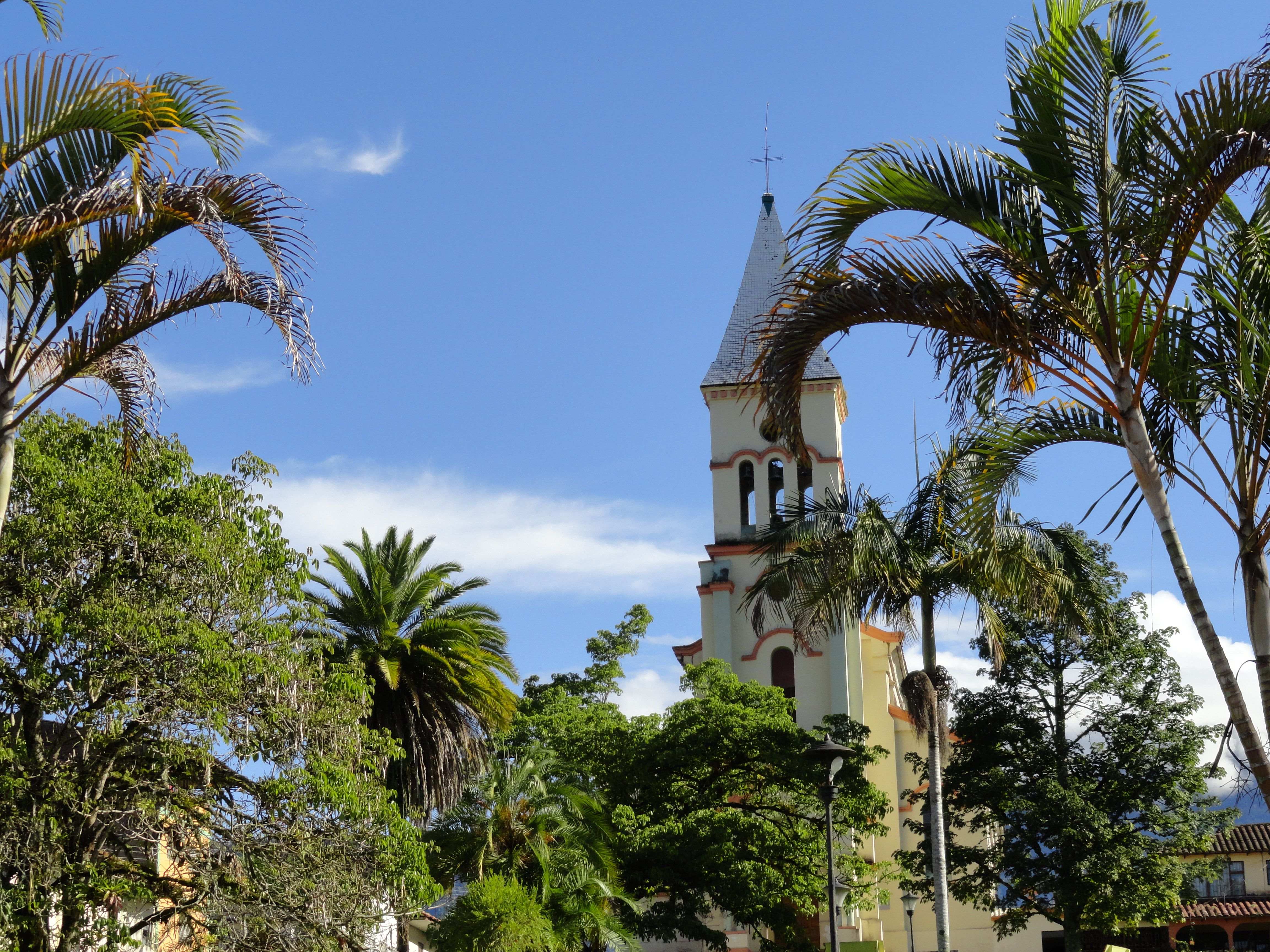
Vista del campanario de la iglesia de San Eduardo.
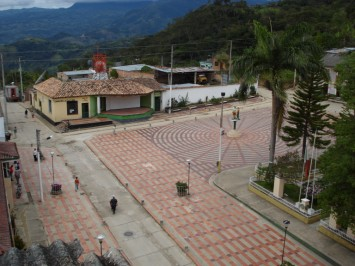
Parque principal de Zetaquira.

## Actividades turísticas
El Alto de la Buenavista, en la provincia de Lengupá, es hoy un escenario de memoria colectiva. Cada 10 de diciembre, habitantes y personas con familiares desaparecidos hacen una peregrinación hasta este lugar, donde el grupo paramilitares Autodefensas Campesinas de Casanare desaparecieron a al menos 600 personas.